# Аухадеев, Ильяс Ваккасович
Илья́с Вакка́сович Аухаде́ев (тат.  Ильяс Вәккәс улы Әүхәдиев), (25 ноября 1904 года, Малые Шаши, Казанская губерния, Российская империя — 1968 год, Казань, РСФСР, СССР) — дирижёр, скрипач, педагог, заслуженный деятель искусств Татарской АССР (1939), народный артист Татарской АССР (1968).

## Биография
Ильяс Ваккасович Аухадеев родился 25 ноября 1904 года в деревне Малые Шаши бывшей Казанской губернии (ныне Атнинский район Татарстана). В 1908 году вместе со своей семьёй переехал в Ташкент, а затем в Чимкент. В 1918 году он записался в оркестр при русско-киргизском техникуме, где играл на домре и мандолине, а в 1919 году поступил в только что открывшуюся народную консерваторию.
В 1926 году окончил Ташкентское музыкальное училище по классу скрипки. С 1926 по 1931 год учился в Ленинградской консерватории в классе у профессора М. Н. Гамовецкой.
В 1931 году закончил Ленинградскую государственную консерваторию им. Римского-Корсакова по классу скрипки, после чего работал в оркестре Татарского государственного академического театра и преподавал в Казанском музыкальном училище. С 1931 года занимался педагогической деятельностью в Восточном техникуме искусств.
С 1941 по 1944 годы был главным дирижёром Татарского государственного театра оперы и балета им. М. Джалиля. С 1941 по 1948 год работал директором Татарского государственного театра оперы и балета им. М. Джалиля.
С 1948 по 1968 годы — директор Казанского музыкального училища. В середине 40-х годов ему пришлось покинуть пост директора и главного дирижёра театра.
В 1949 году он сдал экстерном экзамен в Ленинградской консерватории и получил диплом дирижёра симфонического оркестра, после чего создал профессиональный коллектив, утверждённый правительственным постановлением, и был назначен главным дирижёром и художественным руководителем этого коллектива.

## Творческий путь
Работая в оперном театре с 1941 по 1948 годы, И. В. Аухадеев дирижировал многими спектаклями, в том числе сочинениями классического репертуара, такими как «Евгений Онегин», «Царская невеста», «Риголетто», «Травиата».

## Личная жизнь
Жена — Галия Кайбицкая (1905—1993) — советская татарская актриса и оперная певица (колоратурное сопрано). Первая народная артистка Татарской АССР.

## Награды
- Заслуженный деятель искусств Татарской АССР (1939)
- Орден «Знак Почёта» (14 июня 1957)
- Народный артист Татарской АССР (1968)

## Память
- С 1991 года Казанское музыкальное училище (ныне — колледж) носит имя И. В. Аухадеева.

## Адреса
- Казань, улица Профсоюзная, 5/16.[1]